# Макарова, Наталия Романовна
Ната́лия Рома́новна Мака́рова (род. 21 ноября 1940[…], Ленинград) — советская и американская артистка балета, балетмейстер-постановщик и драматическая актриса. Солистка Ленинградского академического театра оперы и балета имени Кирова, заслуженная артистка РСФСР (1969).
В 1970 году осталась на Западе, не вернувшись с гастролей. Будучи прима-балериной Американского театра балета (Нью-Йорк) и Королевского балета (Лондон), сотрудничала со многими ведущими балетными труппами мира.

## Биография
В детстве занималась в хореографической студии отдела художественного воспитания Ленинградского Дворца пионеров. В 1959 году окончила Ленинградское хореографическое училище по классу педагога Елены Ширипиной.
После окончания училища была принята в балетную труппу Ленинградского государственного академического театра оперы и балета им. Кирова, где стала ведущей солисткой. Артистка лирико-драматического амплуа, была первой исполнительницей главных партий в балетах Леонида Якобсона «Клоп» (1962) и «Страна чудес» (1967).

### Эмиграция из СССР
4 сентября 1970 года, во время гастролей Ленинградского театра оперы и балета им. Кирова в Лондоне, попросила политическое убежище в Великобритании. В октябре того же года состоялось её первое выступление в статусе «невозвращенки» — запись для телеканала Би-би-си миниатюры «Лебедь» и «Чёрного па-де-де» из балета «Лебединое озеро» в дуэте с другим беглецом из СССР, Рудольфом Нуреевым.
С декабря 1970 года — прима-балерина Американского театра балета, с сентября 1972 года — приглашённая звезда лондонского Королевского балета, с декабря 1984 года — постоянная приглашённая звезда лондонского «Фестиваль-балета». Также много танцевала в труппе Марсельского балета, где балетмейстер Ролан Пети поставил специально для неё балет «Голубой ангел». Неоднократно выступала с труппами таких крупнейших балетных театров, как Немецкая опера, Гамбургский балет, Штутгартский балет, Шведский королевский балет, Национальный балет Канады, Парижская национальная опера и других.
Была партнёршей эмигрантов из СССР Михаила Барышникова («Жизель», 27 июля 1974 года, Американский театр балета) и Александра Годунова (па-де-де из балета «Дон Кихот», 13 января 1980 года, гала-концерт в честь 40-летия Американского театра балета в «Метрополитен-опера») во время их дебюта на Западе.
В 1974 году впервые выступила как балетмейстер, поставив для труппы Американского театра балета акт «Теней» из балета Людвига Минкуса «Баядерка». В 1980 году поставила этот спектакль целиком.
В декабре 1982 года состоялся дебют Макаровой в качестве драматической актрисы на Бродвее — специально для неё был возобновлён мюзикл Ричарда Роджерса с хореографией Джорджа Баланчина «На пуантах». За главную роль танцовщицы Веры Бароновой в этом спектакле Макарова получила несколько престижных международных наград.
В годы перестройки, благодаря усилиям главного балетмейстера Кировского театра Олега Виноградова, одноклассника балерины в школьные годы, началось постепенное возвращение Наталии Макаровой на родину. 6 августа 1988 года она впервые за 18 лет выступила с труппой Ленинградского театра оперы и балета им. Кирова — на гастролях в Лондоне она станцевала Одетту в «белом акте» «Лебединого озера» с Константином Заклинским. В 1989 году, после почти 20-летней эмиграции, Наталия Романовна приехала в Ленинград, где исполнила несколько фрагментов из балета Джона Кранко «Онегин» на родной сцене. В январе 1991 года участвовала в марафоне «Санкт-Петербург-возрождение», транслировавшемся на многие страны, где вместе с танцовщиком Хосе Антонио исполнила номер «Луна». После этого балерина оставила балетную сцену.
В 1991 году продолжила карьеру драматической актрисы, выступив в роли великой княгини Татьяны Петровны в спектакле «Товарищ» по пьесе Ж. Дюваля сначала на Чичестерском театральном фестивале, а затем — на сцене Театра Пиккадили в Лондоне. Её партнёром был актёр Роберт Пауэлл. В том же году она записала на русском и английском языке сказки для детей: «Снежная королева», «Принцесса-лягушка» и «Жар-птица», изданные компанией Delos Records. В 1992 году сыграла роль Гитель в спектакле Романа Виктюка по пьесе У. Гибсона «Двое на качелях».
В 1995 году специально для Макаровой и французского танцовщика Жана Бабиле хореограф Миша ван Хук (Misha Van Hoecke) создал миниатюру «Феллини», которую они исполнили на Вилле Боргезе в Риме на Фестивале памяти Федерико Феллини. В том же году на Чичестерском театральном фестивале состоялась премьера спектакля «Неугомонный дух» по пьесе Ноэла Кауарда с Макаровой в роли Эльвиры. В 1997 году она сыграла Лину в пьесе Джорджа Бернарда Шоу «Мезальянс», а в 1998 году выступила в роли Лидии Лопуховой в спектакле «Любовные письма балерины Лидии Лопуховой и Джона Мейнарда Кейнса».
Постоянно проживает в США. Занимается благотворительностью, принимает участие в различных международных театральных и балетных проектах и переносит свои версии классических балетов на сцены различных театров мира.

### Семья
В Ленинграде была замужем за режиссёром Леонидом Квинихидзе, развелись в 1968 г.
22 февраля 1976 года в Сан-Франциско вышла замуж за бизнесмена Эдварда Каркара. Её свидетелем на свадьбе был Михаил Барышников. 1 февраля 1978 года родился сын Андрей.

## Творчество

### Репертуар (основные партии)
(*) — первая исполнительница партии.
(**) — первая исполнительница при возобновлении спектакля.

#### Ленинградский театр оперы и балета им. Кирова
1959
- Поцелуй и Размышление — «Хореографические миниатюры» на сборную музыку, балетмейстер Л. Якобсон
- Жизель — «Жизель» А. Адана, хореография Ж. Коралли, Ж. Перро и М. Петипа

1960
- Белая кошечка — «Спящая красавица» П. Чайковского, хореография М. Петипа, редакция К. Сергеева
- Ноктюрн и Прелюд — «Шопениана» на музыку Ф. Шопена, хореография М. Фокина
- Царица бала — «Медный всадник» Б. Асафьева, балетмейстер Р. Захаров
- Слепая — «Хореографические миниатюры» на музыку М. Понсе «Estrellita», балетмейстер Л. Якобсон
- Мария — «Бахчисарайский фонтан» Б. Асафьева, балетмейстер Р. Захаров

1961
- Па-де-труа — «Лебединое озеро» П. Чайковского, хореография М. Петипа и Л. Иванова, редакция К. Сергеева
- Фея нежности — «Спящая красавица» П. Чайковского, хореография М. Петипа, редакция К. Сергеева
- Нина — «Маскарад» Л. Лапутина, балетмейстер Б. Фенстер

1962
- Джульетта — «Ромео и Джульетта» С. Прокофьева, балетмейстер Л. Лавровский
- Принцесса Флорина — «Спящая красавица» П. И. Чайковского, хореография М. Петипа, редакция К. Сергеева
- Зоя Берёзкина* — «Клоп» Ф. Отказова и Г. Фиртича, балетмейстер Л. Якобсон
- Одетта и Одиллия — «Лебединое озеро» П. Чайковского, хореография М. Петипа и Л. Иванова, редакция К. Сергеева
- Мазурка и Седьмой вальс — «Шопениана» на музыку Ф. Шопена, хореография М. Фокина

1963
- Планета — «Далёкая планета» Б. Майзеля, балетмейстер К. Сергеев
- Царь-Девица — «Конёк-Горбунок» Ч. Пуни, хореография М. Петипа, редакция Ф. Лопухова
- Гамзатти — «Баядерка» Л. Минкуса, хореография М. Петипа, редакция В. Пономарёва, В. Чабукиани и К. Сергеева
- Второй вальс* и Седьмой вальс* — «Новеллы любви» на музыку М. Равеля, балетмейстер Л. Якобсон

1964
- Кривляка** — «Золушка» С. Прокофьева, балетмейстер К. Сергеев

1965
- Золушка — «Золушка» С. Прокофьева, балетмейстер К. Сергеев
- Жемчужина — «Жемчужина» Н. С. Симонян, балетмейстер К. Боярский

1966
- Раймонда — «Раймонда» А. Глазунова, хореография М. Петипа, редакция К. Сергеева
- Девица-Краса — «Страна чудес» И. Шварца, балетмейстер Л. Якобсон

1968
- Принцесса Аврора — «Спящая красавица» П. И. Чайковского, хореография М. Петипа, редакция К. Сергеева
- Девушка — «Ленинградская симфония» на музыку Д. Шостаковича, балетмейстер И. Бельский
- Асият — «Горянка» М. Кажлаева, балетмейстер О. Виноградов

#### Американский театр балета
1970
- Жизель — «Жизель» А. Адана, хореография Ж. Коралли, Ж. Перро и М. Петипа
- Сванильда — «Коппелия» Л. Делиба, хореография Э. Мартинеса
- Мазурка и Седьмой вальс — «Сильфиды» на музыку Ф. Шопена, хореография М. Фокина

1971
- Каролин «Сиреневый сад[англ.]» на музыку Э. Шоссона, хореография Э. Тюдора
- Одетта и Одиллия — «Лебединое озеро» П. Чайковского, хореография М. Петипа и Л. Иванова, постановка Д. Блэра
- «Река»* на музыку Д. Эллингтона, хореография А. Эйли (партнёр — Э. Брун)
- Сильфида — «Сильфида» Г. фон Левенcкольда, хореография А. Бурнонвиля, постановка Э. Бруна
- Джульетта — «Ромео и Джульетта» на музыку Ф. Делиуса, хореография Э. Тюдора
- Девушка* — «Чудесный мандарин» Б. Бартока, хореография У. Гадда

1972
- Солистка — «Тема с вариациями» на музыку П. Чайковского, хореография Дж. Баланчина
- Солистка — «Тёмные элегии» на музыку Г. Малера, хореография Э. Тюдора
- Агарь — «Огненный столп[англ.]» на музыку А. Шёнберга, хореография Э. Тюдора
- Девушка — «Видение розы» на музыку К. М. фон Вебера, хореография М. Фокина
- Избранница* — «Весна священная» И. Стравинского, хореография Дж. Тараса

1973
- Лиза — «Тщетная предосторожность» П. Гертеля, постановка Д. Романофф

1974
- Терпсихора — «Аполлон Мусагет» И. Стравинского, хореография Дж. Баланчина
- Принцесса Флорина — «Спящая красавица» П. Чайковского, хореография М. Петипа, постановка Д. Блэра

1975
- Мария Тальони — «Па-де-катр» на музыку Ц. Пуни, хореография А. Долина
- «Эпилог»*, дуэт на музыку IV части Пятой симфонии Г. Малера, хореография Дж. Ноймайера (партнёр — Э. Брун)

1976
- Солистка — «Серенада» на музыку П. Чайковского, хореография Дж. Баланчина
- Солистка — «Танцы на вечеринке» на музыку Ф. Шопена, хореография Дж. Роббинса
- Солистка — «Ритуалы» на музыку Б. Бартока, хореография К. Макмиллана
- Солистка* — «Другие танцы» на музыку Ф. Шопена, хореография Дж. Роббинса
- Принцесса Аврора — «Спящая красавица» П. Чайковского, хореография М. Петипа, постановка Мэри Скипинг

1977
- Жар-птица — «Жар-птица» И. Стравинского, хореография М. Фокина
- Солистка* — «Что-то особенное» на музыку Э. Назарета, хореография Д. Ачкара
- Клара — «Щелкунчик» П. Чайковского, хореография М. Барышникова

1978
- Китри — «Дон Кихот» Л. Минкуса, хореография М. Петипа и А. Горского, редакция М. Барышникова

1979
- Солистка* — «Контрдансы» на музыку А. фон Веберна, хореография Г. Тетли
- Солистка — «Желание» на музыку А. Скрябина, хореография Дж. Ноймайера
- «Па-де-де на музыку Чайковского», хореография Дж. Баланчина
- Солистка — «Послеполуденный отдых фавна» на музыку К. Дебюсси, хореография Дж. Роббинса

1980
- Никия* — «Баядерка» Л. Минкуса, хореография М. Петипа, постановка и редакция Наталии Макаровой

1981
- Дездемона — «Павана мавра» на музыку Г. Пёрселла, хореография Х. Лимона
- Солистка — «Дикий мальчик» на музыку Г. Кросса, хореография К. Макмиллана

1982
- Раймонда* — Гран-па из балета «Раймонда», хореография М. Петипа, постановка М. Барышникова

#### Королевский балет
1972
- Жизель — «Жизель» А. Адана, хореография Ж. Коралли, Ж. Перро и М. Петипа, постановка Н. Сергеева
- Мазурка и Седьмой вальс — «Сильфиды» («Шопениана») на музыку Ф. Шопена, хореография М. Фокина
- Одетта и Одиллия — «Лебединое озеро» П. Чайковского, хореография М. Петипа и Л. Иванова, постановка Н. Сергеева, редакция Ф. Аштона

1973
- Джульетта — «Ромео и Джульетта» С. Прокофьева, хореография К. Макмиллана
- Принцесса Аврора — «Спящая красавица» П. Чайковского, хореография М. Петипа, постановка Н. Сергеева, редакция К. Макмиллана

1974
- «Дуэт на музыку И. Стравинского»*, балетмейстер К. Макмиллан
- Манон — «Манон» на музыку Ж. Массне, балетмейстер К. Макмиллан
- Солистка — «Песня о земле» на музыку Г. Малера, балетмейстер К. Макмиллан

1975
- Чёрная королева — «Шахматы» А. Блисса, хореография Н. де Валуа
- Солистка — «Элитные синкопы» на музыку С. Джоплина, балетмейстер К. Макмиллан
- Девушка в синем — «Лани» Ф. Пуленка, хореография Б. Нижинской
- Золушка — «Золушка» С. Прокофьева, хореография Ф. Аштона

1976
- Солистка — Voluntaries на музыку Ф. Пуленка, балетмейстер Г. Тетли
- Солистка — Adagio Hammerklavier на музыку Л. Бетховена, балетмейстер Х. ван Манен

1977
- Ученица — «Урок» на музыку Ж. Делерю, балетмейстер Ф. Флиндт

1980
- Наталья Петровна — «Месяц в деревне» на музыку Ф. Шопена, хореография Ф. Аштона

#### Марсельский балет
1981
- Кармен — «Кармен» на музыку Ж. Бизе, балетмейстер Р. Пети

1983
- Альбертина — «Пруст, или Перебои сердца» на сборную музыку, балетмейстер Р. Пети
- Девушка — «Юноша и смерть» на музыку И. С. Баха, балетмейстер Р. Пети
- Эсмеральда — «Собор Парижской Богоматери» М. Жарра, балетмейстер Р. Пети

1985
- Певица Роза* — «Голубой ангел» на музыку М. Констана, балетмейстер Р. Пети

#### Фестивал-балле
1984
- Татьяна — «Онегин» на музыку П. Чайковского, хореография Дж. Кранко

1987
- Солистка* — «Медитация» на музыку П. И. Чайковского, хореография К. Хайгена
- Солистка — «Явления» на музыку Ф. Листа, хореография Ф. Аштона

### Постановки

#### «Баядерка»
- 1974 — Американский театр балета*, Нью-Йорк
- 21 мая 1980 — Американский театр балета, Метрополитен-опера[англ.], Нью-Йорк
- 1984 — Канадский национальный балет*, Торонто
- 1985 — Фестивальный балет*, Лондон
- 1986 — Муниципальный театр Рио-де-Жанейро*
- 1989 — Шведский королевский балет, Стокгольм; Королевский балет, Лондон
- 1992 — театр «Ла Скала», Милан; театр «Колон», Буэнос-Айрес
- 1997 — Финский национальный балет, Хельсинки; Балет Сантьяго, Чили
- 1998 — Австралийский Балет, Сидней
- 2000 — Муниципальный театр Рио-де-Жанейро; Балет Сан-Франциско*
- 2002 — Гамбургский балет
- 2004 — Большой театр, Варшава
- 2007 — Голландский национальный балет, Амстердам
- 2008 — Балет Кореллы
- 2009 — Балет Токио
- 2013 — Национальная опера Украины, Киев; Музыкальный театр им. Станиславского и Немировича-Данченко, Москва (18 октября)

(*) — постановка картины «Тени»

#### Гран-па из балета «Пахита»
- 1983 — Американский театр балета, Нью-Йорк
- 1991 — Канадский национальный балет, Торонто; «Юнивёрсал-балет», Сеул
- 2003 — Балет Сан-Франциско

#### «Лебединое озеро»
- 1988 — Фестивальный балет, Лондон
- 2001 — Муниципальный театр Рио-де-Жанейро
- 2005 — Пермский театр оперы и балета имени П. И. Чайковского
- 2007 — Китайский национальный балет, Пекин

#### «Жизель»
- 2000 — Шведский королевский балет, Стокгольм

#### «Спящая красавица»
- 2003 — Королевский балет, Лондон

### Фильмография
- 1964 — «Спящая красавица» (фильм-балет) — Принцесса Флорина
- 1964 — «Когда песня не кончается» (фильм-концерт) — Лебедь
- 1969 — «Русские этюды» (стереофильм)
- 1976 — Прямой эфир из Линкольн-центра[англ.]: «Лебединое озеро» Американского театра балета — Одетта и Одиллия
- 1977 — Прямой эфир из Линкольн-центра[англ.]: «Жизель» Американского театра балета — Жизель
- 1979 — «Магия танца» / The Magic of Dance (ТВ)
- 1980 — Assoluta (BBC TV)
- 1980 — Прямой эфир из Линкольн-центра[англ.]: «Баядерка» Американского театра балета — Никия
- 1981 — «Звёзды салютуют президенту» / Command Performance: The Stars Salute the President (ТВ)
- 1982 — «Лебединое озеро», запись спектакля Королевского балета — Одетта-Одиллия
- 1983 — «Команда президента представляет» / The President’s Command Performance (ТВ)
- 1984 — «Гала звёзд» / Gala of Stars (ТВ)
- 1985 — «Американский театр балета в Сан-Франциско» / American Ballet Theatre in San Francisco
- 1985 — «Наташа» / Natasha (документальный фильм)
- 1986 — «Балерина» / Ballerina (BBC TV)
- 1988 — «„Лебединое озеро“ Натальи Макаровой» (запись спектакля Фестивального балета)
- 1989 — «Макарова возвращается» / Makarova Returns (документальный фильм)
- 1989 — «Ленинградская легенда» / Leningrad Legend (документальный фильм)
- 1993 — «Баттерфляй» (телефильм) — отрывки из спектакля «Двое на качелях»
- 1993 — «Одна жизнь, чтобы жить» (телесериал) — Наташа Романофф
- 1994 — «Танцор» / Dansaren (документальный фильм)
- 2010 — «Две жизни. Наталья Макарова» (документальный фильм)

### Мемуары
- Makarova N. A Dance Autobiography. — New York: Knopf, 1979.
- рус. пер. Н. Макарова. Биография в танце. — М.: АРТ, 2011. — 376 с. — 1500 экз. — ISBN 978-5-87334-095-8.

## Награды
- 1965 — лауреат I премии Международного конкурса артистов балета в Варне (Болгария)
- 1969 — Заслуженная артистка РСФСР[5]
- 1970 — премия Анны Павловой (Париж)
- 1970 — Почётная грамота Президиума Верховного Совета Азербайджанской ССР[6]
- 1977 — премия журнала Dance Magazine[англ.]
- 1983 — Премия «Тони» за лучшую женскую роль в мюзикле
- 1983 — премия «Драма Деск» как выдающейся актрисе в мюзикле
- 1983 — премия «Театральный мир»[7]
- 1983 — Astaire Awards
- 1983 — Stanislavsky Award
- 1983 — Outer Critics Circle Award[англ.]
- 1984 — Премия Лоренса Оливье за лучшую женскую роль в мюзикле
- 1993 — Distinguished Artist Award
- 2012 — Премия Центра Кеннеди
- 2018 — приз «Бенуа танца» в номинации «За жизнь в искусстве»